# Isoparce
Isoparce este un gen de molii din familia Sphingidae. 

## Specii
- Isoparce cupressi - (Boisduval, [1875])
- Isoparce broui - Eitschberger, 2001